# Phil Goldstone
Pour les articles homonymes, voir Goldstone.
Phil Goldstone est un réalisateur et un producteur américain né le 22 février 1893 en Pologne et mort le 19 juin 1963 à Los Angeles (Californie).

## Filmographie (sélection)

### Comme réalisateur
- 1921 : Montana Bill
- 1927 : Backstage
- 1927 : Snowbound
- 1927 : Once and Forever
- 1927 : Wild Geese
- 1927 : The Girl from Gay Paree
- 1933 : The Sin of Nora Moran
- 1936 : Marriage Forbidden

### Comme producteur
- 1930 : Pour le droit et pour l'honneur (Fighting Thru) de William Nigh
- 1930 : Extravagance de Phil Rosen
- 1931 : La Loi du ranch (Range Law) de Phil Rosen
- 1931 : Justiciers du Texas (Alias the Bad Man) de Phil Rosen
- 1932 : Les Morts-vivants (White Zombie) de Victor Halperin
- 1933 : The Sin of Nora Moran
- 1935 : Taro le païen (Last of the Pagans) de Richard Thorpe
- 1935 : Tempête au cirque (O'Shaughnessy's Boy) de Richard Boleslawski
- 1935 : L'Évadée (Woman Wanted) de George B. Seitz
- 1936 : Tarzan s'évade (Tarzan Escapes) de Richard Thorpe